# محمدعلی اوحدی
محمدعلی اوحدی از سیاستمداران ایرانی بود، که در دوره‌های یازدهم،  دوازدهم و  سیزدهم بعنوان نماینده اصفهان در مجلس شورای ملی حضور داشت.